# Terremoto de Tiflis de 2002
El terremoto de Tiflis de 2002 ocurrió el 25 de abril de ese año en Georgia, país localizado en el Cáucaso. El Centro Nacional de Información sobre Terremotos de los Estados Unidos (NEIC, por sus siglas en inglés) colocó la magnitud en 4,3 M y 4.8 mb. El evento de magnitud moderada tuvo una intensidad máxima en la escala MSK de VII (muy fuerte) a VIII (bastante dañino). Una investigación independiente estimó las pérdidas totales en 160 millones de dólares estadounidenses, mientras que el Centro de Investigación sobre la Epidemiología de los Desastres estimó las pérdidas totales en 350 millones. En los datos estadísticos entre cinco y siete personas fallecieron, de 52 a 70 resultaron heridos y más de 1.000 quedaron sin hogar.

## Marco tectónico
Tiflis, capital georgiana, se encuentra cerca del límite norte de la compleja zona de deformación asociada con la continua colisión entre la Placa arábiga y la Euroasiática. Al norte y al sur, respectivamente, las montañas del Gran Cáucaso y Cáucaso Menor son el resultado de la tectónica de empuje activa. Toda la región del Cáucaso se ve afectada por terremotos, como el terremoto de Racha de 1991. Aunque Tiflis en sí tiene una sismicidad relativamente baja, hay registros históricos de terremotos dañinos, como el de 1896, con una intensidad estimada de VII (MSK), el terremoto más fuerte conocido que le haya afectado durante tiempos históricos.

## Terremoto
El terremoto fue precedido por una serie de sismos, de los cuales el mayor fue de 3.5 el 11 de abril. El sismo principal tuvo una magnitud estimada de 4,7 mb (ISC), 4,8 mb (ANSS), 4,5 Ms, con una profundidad hipocentral estimada de 13,6 km (ISC), 10,0 km (ANSS), 5,0 km y 3,0 km. Este evento sísmico produjo un temblor de mayor intensidad de lo que normalmente se esperaría para un terremoto de esa magnitud. La frecuencia también fue inusualmente alta (máximo 5 Hz) y la duración fue corta. El epicentro se ubicó en el centro de la ciudad de Tiflis, algo que no se había considerado en estudios anteriores de posibles zonas de fuentes sísmicas.

## Daños
La frecuencia inusualmente alta de los temblores, combinada con la corta duración, significó que hubo pocos daños en los edificios más grandes o aquellos construidos con hormigón armado. De hecho los más afectados fueron los edificios de ladrillo o piedra de poca altura, concentrados en la parte más antigua de la ciudad. Los edificios afectados durante el sismo principal resultaron con mayores daños debido a algunas de las réplicas. Un total de 18.000 hogares se vieron gravemente afectados, dejando a 69.000 personas damnificadas.  También hubo daños importantes en algunas escuelas y hospitales.
Entre cinco y siete personas fallecieron y entre 52 y 70 resultaron heridas como resultado del terremoto.